# Mietvilla Hugo Große
Die Mietvilla Hugo Große steht in der Thomas-Mann-Straße 4 im Stadtteil Niederlößnitz der sächsischen Stadt Radebeul. Der Villenneubau wurde 1895 durch den Kötzschenbrodaer Zimmermeister Hugo Große auf eigenem Grundstück errichtet, der spätestens ab dem Jahr 1897 dort wohnte.

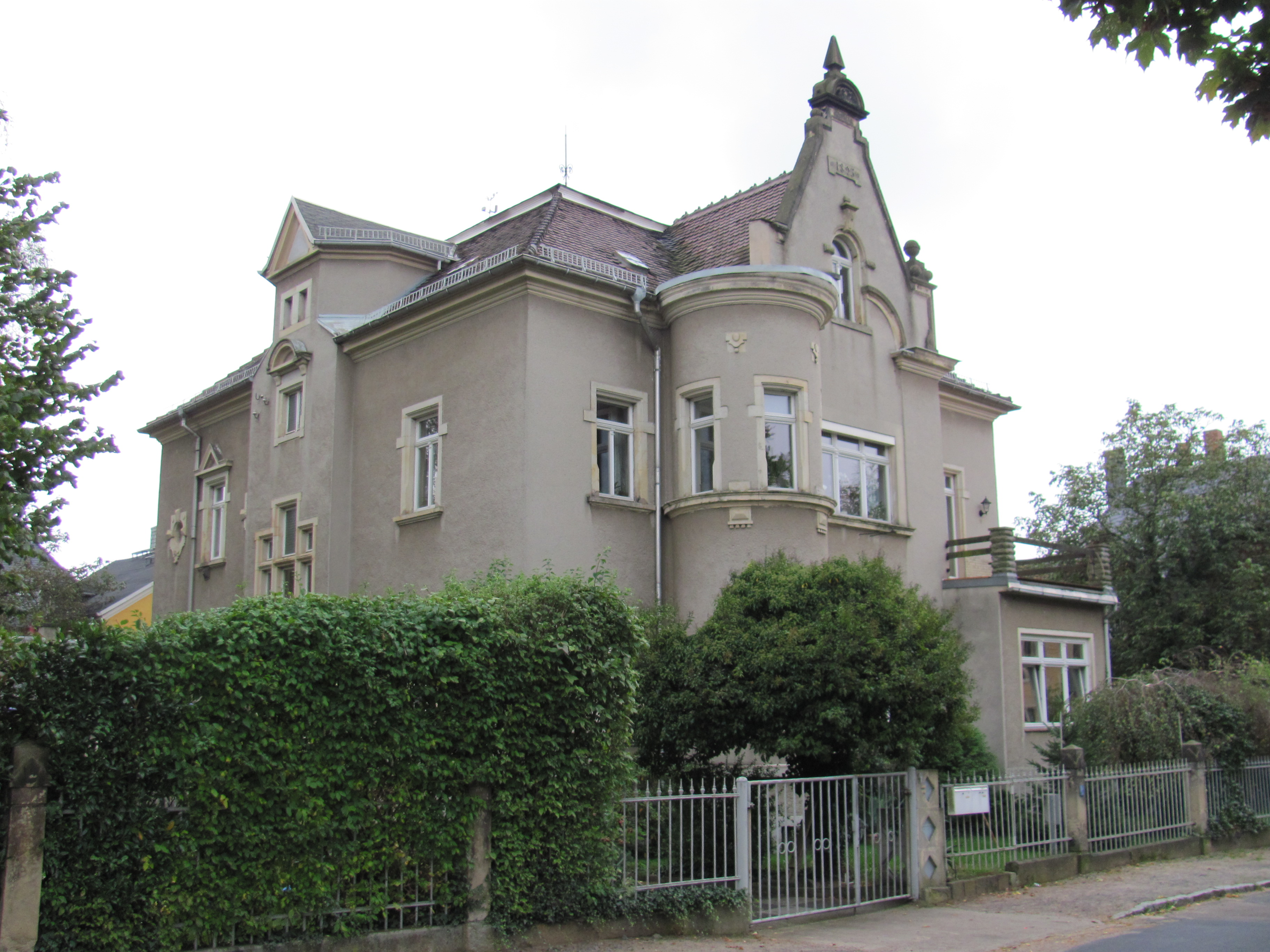
Thomas-Mann-Straße 4

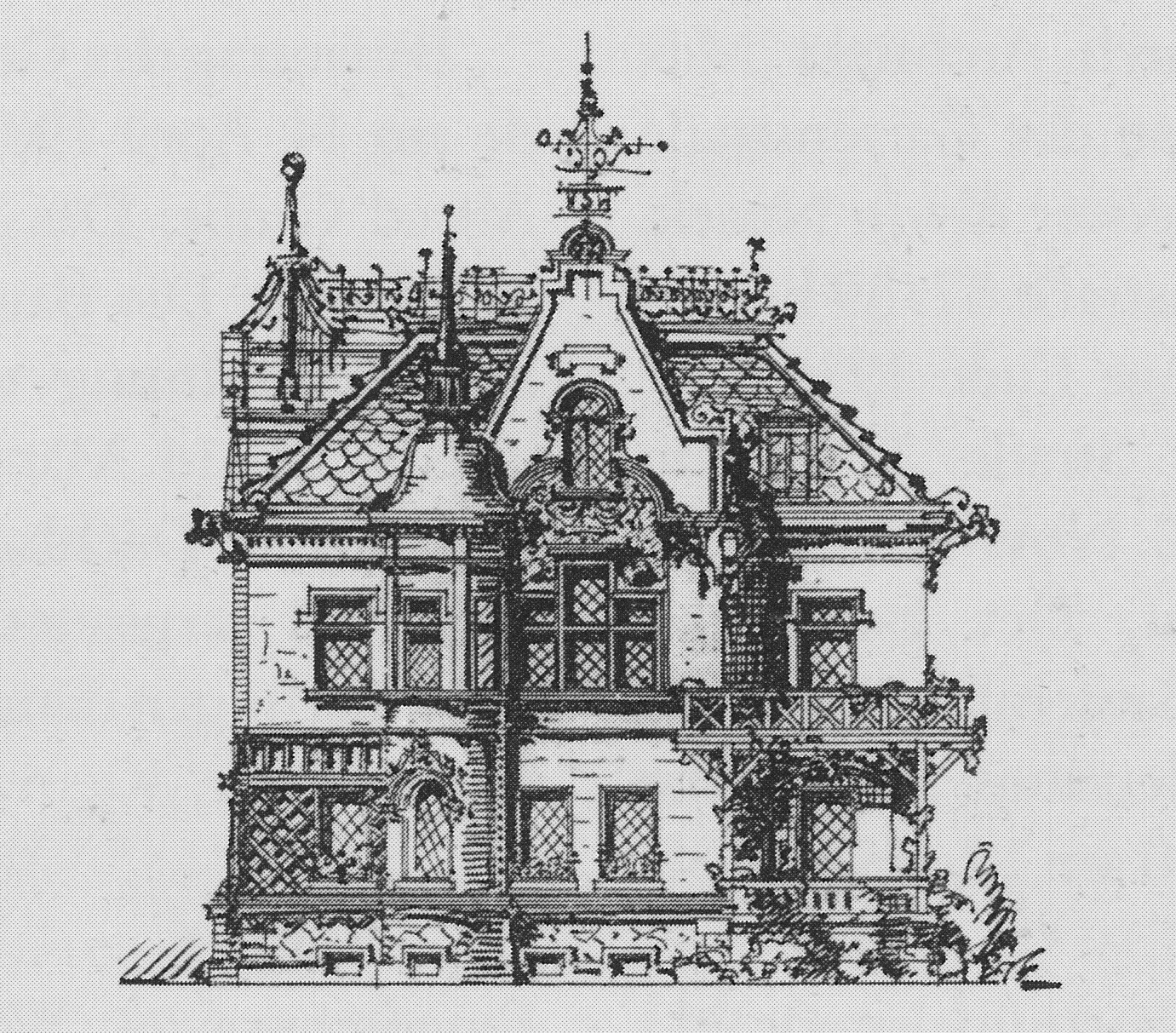
Bauzeichnung Hugo Große (um 1895)

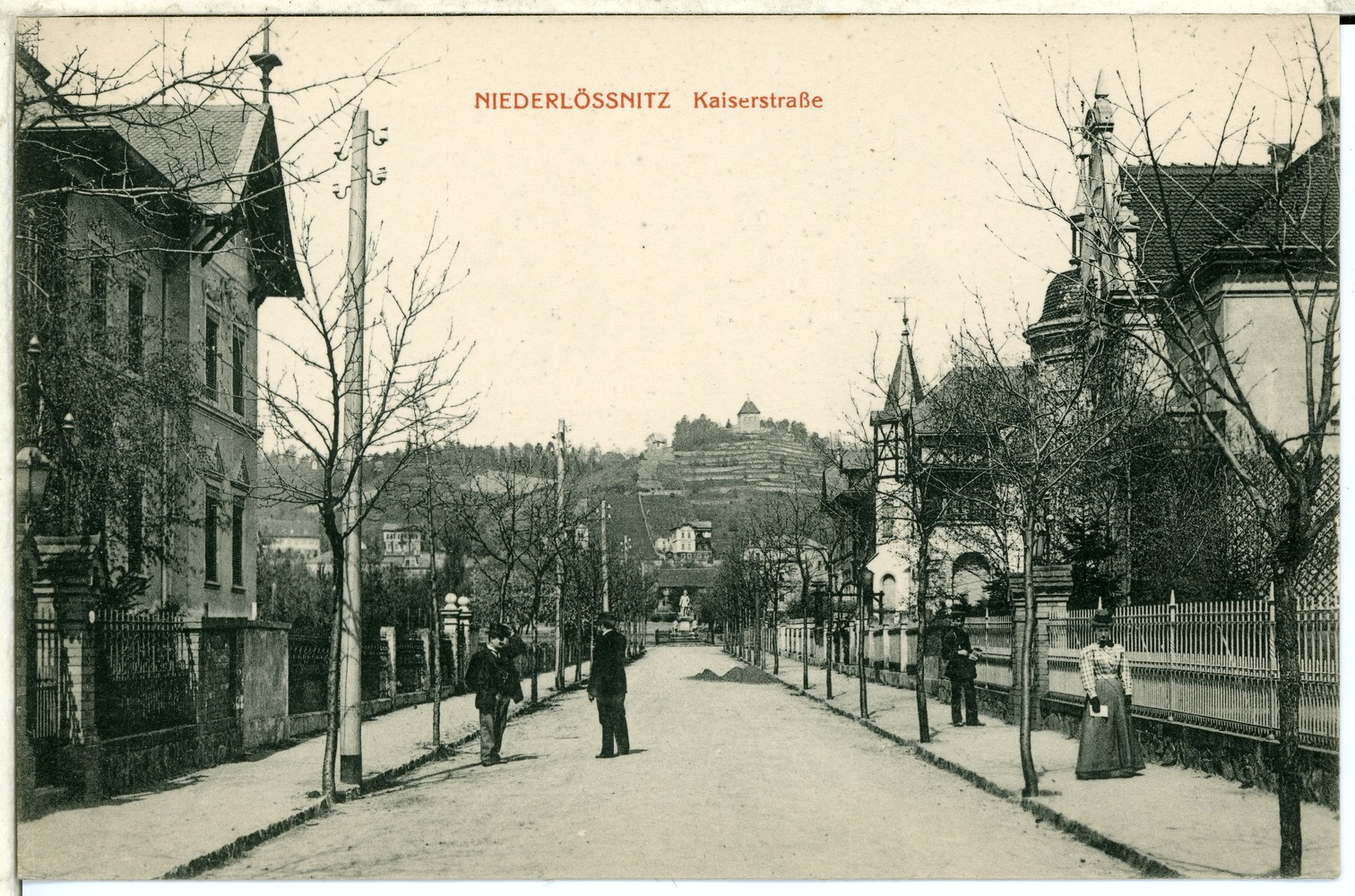
Mietvilla Hugo Große rechts, dahinter die Villa Garke, 1899. Am Ende der Straße steht das ehemalige Kaiser-Wilhelm-Denkmal

## Beschreibung
Die mit ihrer Einfriedung denkmalgeschützte Mietvilla ist ein zweigeschossiges Wohnhaus mit „unregelmäßig-malerischer Ausbildung [seiner] Fassaden“ und mit einem ziegelgedeckten, abgeplatteten Walmdach.
In der Straßenansicht steht ein Mittelrisalit mit einem steilen Stufengiebel und der Datierung 1895, links von dem Risalit ein halbrunder Vorbau, auf dem sich ursprünglich eine geschweifte Kuppel mit Spitze befand. Rechts des Risalits befindet sich vor der Rücklage eine heute massive und geschlossene, ehedem jedoch hölzerne Veranda, obenauf mit Austritt. In der linken Seitenansicht steht ein Treppenhaus-Vorbau mit einem renaissancistischen Rundbogenportal und zwerchhausartigem Abschluss.
Das Gebäude ist schlicht verputzt mit später vereinfachten Gliederungen, die Fenster werden durch Sandsteingewände eingefasst.
Die Einfriedung besteht aus einem Lanzettzaun zwischen Sandsteinpfeilern.